# 横田捷宏
横田 捷宏（よこた かつひろ 1942年1月11日-）は、日本の通産官僚。日本銀行政策委員、中小企業金融公庫副総裁を歴任。義父は佐橋滋。

## 略歴
大阪府立大手前高等学校を経て、
- 1964年（昭和39年） 東京大学法学部第2類（公法コース）卒業。
- 1964年（昭和39年） 通商産業省入省（石炭局炭政課）。
- 1970年（昭和45年）5月 通商産業省公益事業局公益事業課法規班長[1][2]
- 1972年（昭和47年）5月 通商産業省重工業局自動車課長補佐[2]
- 1974年（昭和49年）7月 中小企業庁計画部金融課長補佐[2]
- 1976年（昭和51年）5月 外務省在マレーシア日本国大使館一等書記官[2]
- 1979年（昭和54年）8月 中小企業庁計画部振興課長[3][2]
- 1980年（昭和55年）12月 内閣審議室内閣審議官（総合安全保障担当）[2]
- 1982年（昭和57年）1月 通商産業省基礎産業局化学肥料課長[2]
- 1983年（昭和58年）6月 鹿児島県企画部長
- 1986年（昭和61年）4月 通商産業省通商政策局経済協力部経済協力課長
- 1987年（昭和62年）6月 資源エネルギー庁石油部計画課長
- 1988年（昭和63年）6月 資源エネルギー庁長官官房総務課長
- 1989年（平成元年）3月 通商産業省大臣官房審議官（産業政策局担当）
- 1991年（平成3年）5月 工業技術院総務部長[4]
- 1992年（平成4年）6月 日本銀行政策委員会審議委員（経済企画庁代表）に就任。
- 1993年6月 退官、中小企業金融公庫理事に。
- 1996年（平成8年） スズキ入社。常務に。
- 2001年（平成13年） 同社専務
- 2002年（平成14年） 中小企業金融公庫副総裁に就任。
- 2008年（平成20年） 中小企業金融公庫解散に伴い辞任。
- 日本電子計算機社長

## 通商産業省同期
- 渡辺修、細川恒、熊谷弘、川田洋輝（発明協会理事長、資源エネルギー庁長官）、柴崎和典（部工会副会長、工業技術院総務部技術審議官）、辛島修郎（自販連副会長、大臣官房審議官）、藤原武平太など。